# الانمور (ماوية)

تعديل مصدري - تعديل

الانمور هي إحدى قرى مديرية ماوية بمحافظة تعز اليمنية، بلغ تعداد سكانها 942 نسمة حسب التعداد السكاني في اليمن في 2004.